# 道の駅しなの
道の駅しなの（みちのえき しなの）は、長野県上水内郡信濃町にある国道18号の道の駅である。

## 施設
- 駐車場
  - 普通車：53台
  - 大型車：18台
  - 身障者用：2台
- トイレ （いずれも24時間利用可能）
  - 男：大 2器、小 5器
  - 女：5器
  - 身障者用：1器
- 公衆電話
- 直売所「いっさっさ」
- お土産処「ふるさと天望館」
- 食事処「天望」

## 休館日
- 7月・8月・9月は無休
- 7月・8月・9月以外は毎週水曜日（祝日の場合、翌日）
- 12月31日・1月1日

## アクセス
- 国道18号・野尻バイパス
- 上信越自動車道・信濃町インターチェンジの南側に隣接

## 周辺
- しなの鉄道 黒姫駅
- 野尻湖
- 野尻湖ナウマンゾウ博物館
- 黒姫童話館
- 一茶記念館